# La Criolla
La Criolla är en ort i Argentina.   Den ligger i provinsen Entre Ríos, i den nordöstra delen av landet, 400 km norr om huvudstaden Buenos Aires. La Criolla ligger 55 meter över havet och antalet invånare är 1 852.
Terrängen runt La Criolla är platt. Runt La Criolla är det ganska glesbefolkat, med 21 invånare per kvadratkilometer.. Närmaste större samhälle är Concordia, 15,9 km sydost om La Criolla.
Trakten runt La Criolla består i huvudsak av gräsmarker.